# Focksta
för gården Focksta från 1933 i Bälgviken i Eskilstuna kommun, se Bälgviken.
Focksta är en by i Hagby socken i Uppsala kommun, Uppland.
Byn består av enfamiljshus samt en bondgård och är belägen vid länsväg C 572. Här finns även byggnadsminnet Focksta kvarn, som omnämns i Uppsala domkyrkas jordebok redan år 1376. Utmed den gamla vägen på den västra sidan ån står två vackra runstenar, U875, ibland kallad Fockstastenen, och U876.
Focksta är känt bland klättrare för den fina boulderingen som finns i skogen väster om Sävaån.